# Tino Böttcher
Tino Böttcher (* 25. Februar 1983 in Lichtenstein/Sa., Kreis Hohenstein-Ernstthal, DDR) ist ein deutscher Fernsehmoderator und Reporter.

## Leben
Nach seinem Abitur studierte Tino Böttcher Medienkultur an der Bauhaus-Universität Weimar. Bereits während seines Studiums sammelte er erste journalistische Erfahrungen, unter anderem als freiberuflicher Autor bei der Tageszeitung Freie Presse und beim Mitteldeutschen Rundfunk in Erfurt. Nach einem Volontariat beim MDR begann Böttcher für die Fernsehsendung Sachsenspiegel zu arbeiten, zunächst als Reporter, später als Moderator des Sportblocks. Seit 2013 ist Tino Böttcher einer der Hauptmoderatoren des Sachsenspiegels. Außerdem ist er als Reporter und Moderator der Sendung Sport im Osten im Einsatz. Ab 2014 moderierte er zudem die Nachmittagssendung MDR um 2.
Am 17. Mai 2022 moderierte er erstmals Tagesschau-Nachrichten auf Tagesschau24 sowie am 20. Mai 2022 die Tagesschau um 9 Uhr im Ersten. Im September 2023 wurde bekannt, dass Böttcher im Januar 2024 als Hauptmoderator das ARD-Mittagsmagazin, dessen Produktion vom Rundfunk Berlin-Brandenburg zum Mitteldeutschen Rundfunk nach Leipzig wechselt, übernehmen wird. Als seine Vertretung fungiert Wiebke Binder. Am 15. Dezember 2023 moderierte Böttcher zum letzten Mal den MDR-Sachsenspiegel, auch die Moderation von MDR um 2 hatte Böttcher bereits zuvor abgegeben.